# محمود توفيق سعد
محمود توفيق سعد (1370- 1446 هـ / 1951- 2025 م) عالم لغوي وبلاغي وأصولي أزهري مصري، وباحث محقِّق، وأستاذ البلاغة والنقد في جامعة الأزهر، وعضو هيئة كبار العلماء في الأزهر.

## ولادته وتحصيله
وُلد محمود توفيق محمد سعد في مدينة إسنا التابعة لمحافظة الأقصر، يوم السبت 19 رمضان 1370هـ الموافق 23 يونيو (حَزِيران) 1951، وحصل على شهادة الدراسة الابتدائية سنة 1962، ثم على الإعدادية الأزهرية عام 1966، وعلى الثانوية الأزهرية عام 1970.
التحقَ بكلية اللغة العربية بجامعة الأزهر بالقاهرة، وحصل على الإجازة (ليسانس) في اللغة العربية عام 1974 بمرتبة الشرف الأولى، ثم على شهادة التخصُّص (ماجستير) في البلاغة والنقد بتقدير ممتاز عام 1979، عن بحث بعنوان «آراء العصام الإسفراييني في شرحه للسمرقندي»، ثم حصل على شهادة العالِمية (دكتوراه) بتقدير ممتاز مع مرتبة الشرف الأولى عام 1983، عن بحث بعنوان «التناسب القرآني عند برهان الدين البِقاعي».
تأثر كثيرًا بشيخه العالم البلاغي محمد محمد أبو موسى الملقَّب بشيخ البلاغيين العرب، وكان بارًّا به ويُرجع إليه الفضل في تكوينه العلمي، وأن كل ما لديه من خير إنما هو من غرس يده.

## عمله ووظائفه
عمل في ميدان التربية والتعليم، وتدرَّج في الوظائف العلمية في جامعة الأزهر من مُعيد إلى مدرِّس مساعد، ثم عمل مدرِّسًا فأستاذًا مساعدًا، ثم رُقِّي إلى درجة أستاذ (بروفسور). وقد عُيِّن رئيسًا لقسم البلاغة بكلية اللغة العربية في شبين الكوم بمحافظة المنوفية، وشغل أيضًا منصبَ عضو اللجنة الدائمة لترقية الأساتذة بجامعة الأزهر في تخصُّص البلاغة والنقد.
ثم انتقل إلى المملكة العربية السعودية، نحو عام 1419هـ/ 1998م فعمل أستاذًا في جامعة الإمام محمد بن سعود الإسلامية بالرياض، قرابة خمس سنين، ثم أستاذًا في جامعة أم القرى بمكة المكرمة، قرابة عشر سنين، من 1424 إلى 1435هـ/ 2014م. وخلَّف أثرًا عميقًا في نفوس طلَّابه السعوديين وغير السعوديين، وتخرَّج كثيرون بعلمه وبصيرته في البلاغة والنقد والأصول والمنطق، وأشرف على عدد من طلَّاب الدراسات العليا في الماجستير والدكتوراه، وناقش آخرين.
ومن طلابه الذين أشرف عليهم في مرحلة الماجستير الدكتور هاني عبيد الله الصاعدي، وموضوع رسالته "مبتكرات القرآن عند الطاهر ابن عاشور- دراسة بلاغية". والطالبة تهاني بنت محمد عسيري، وموضوع رسالتها كان باقتراح منه وهو "البديع عند عبد القاهر الجُرْجُاني بلاغيًّا وبليغًا، دراسة في كتاب أسرار البلاغة". ومن طلابه في جامعة أم القرى: د. سلطان الرقيب، ود. عبد العزيز صالح الزهراني.
صدر قرار تعيينه عضوًا بهيئة كبار العلماء في الأزهر من رئاسة الجمهورية، بتاريخ 5 مارس (آذار) 2020.

## كتبه وآثاره

له عددٌ من المؤلفات النافعة في البلاغة القرآنية والنبوية والدفاع عن القرآن وبلاغته وفصاحته، منها:
1. صورة الأمر والنهي في الذِّكر الحكيم: دراسة في البلاغة القرآنية، مطبعة الأمانة، 1413هـ/ 1993م.
2. فقه بيان النبوَّة منهجًا وحركة: دراسة في البلاغة النبوية، مطبعة الأمانة، 1413هـ/ 1993م.، ثم مكتبة وهبة بالقاهرة.
3. فقه تغيير المنكر، تقديم عمر عبيد حسنه، كتاب الأمَّة، قطر الدوحة، ربيع الأول 1415هـ/ أغسطس 1994.[8][9]
4. تغييب الإسلام الحق: دحضُ افتراءات دُعاة التنوير على القرآن الكريم، مكتبة وهبة بالقاهرة، 1416هـ/ 1996م.[10]
5. قراءة في المثل السائر لابن الأثير، 1418هـ.[11]
6. شذَرات الذهب: دراسة في البلاغة القرآنية، مكتبة وهبة بالقاهرة، 1422هـ/ 2001م.
7. الإمام البِقاعي: جهاده ومنهاج تأويله بلاغة القرآن، مكتبة وهبة بالقاهرة، 1424هـ/ 2003م.
8. العزف على أنوار الذِّكر: معالم الطريق إلى فقه المعنى القرآني في سياق السورة، القاهرة، 1424هـ/ 2003م.
9. دلالة الألفاظ على المعاني عند الأصوليين: دراسة منهجية تحليلية، مكتبة وهبة بالقاهرة، 1430هـ/ 2009م.[12]
10. سُبل استنباط المعاني من القرآن والسنَّة: دراسة منهجية تأويلية ناقدة، مكتبة وهبة بالقاهرة، 1432هـ/ 2011م.
11. أسرار البلاغة القرآنية في سورة {تبَّت يَدا أبي لهَب}، مكتبة وهبة بالقاهرة، 1438هـ/ 2017م.
12. الكلمة نورٌ: محاورات منهجية في كتاب شرح أحاديث من صحيح مسلم لشيخنا محمد أبي موسى، مكتبة وهبة بالقاهرة، 1438هـ/ 2017م.
13. الإمام أبو حنيفة بليغًا، وصيَّته تلاميذَه نموذجًا: قراءة في المنهج والبيان، مكتبة وهبة بالقاهرة، 1438هـ/ 2017م.
14. الرجال قوَّامون على النساء: مدارسات إيمانية أخلاقية في ضوء علم البلاغة العربي، مكتبة وهبة بالقاهرة، 1438هـ/ 2017م.
15. علم البديع عند الشيخ محمد محمد أبو موسى، مكتبة وهبة بالقاهرة، 1440هـ/ 2019م.
16. المعنى القرآني: معالم الطريق إلى فقهه في سياق السورة، رؤية منهجية ومقاربة تأويلية، مكتبة وهبة بالقاهرة، 1442هـ/ 2020م.[12]
17. إشكالية الجمع بين الحقيقة والمَجاز في البيان القرآني، مكتبة وهبة بالقاهرة.
18. الإغريض في الحقيقة والمجاز والكناية والتعريض، لتقي الدين السُّبْكي (تحقيق ودراسة).[4]
19. استقيموا على الطريقة: مراجعات في الفهم والإفهام في باب الوصل والاتصال.[13]
20. مسالك العطف بين الإنشاء والخبر في الذكر الحكيم، مكتبة وهبة بالقاهرة.
21. قطرات الندى: دراسة في معالم الطريق إلى فقه الشعر، مكتبة وهبة بالقاهرة.
22. معالم التكليف والتثقيف في آيات الربا من سورة البقرة، مكتبة وهبة بالقاهرة.[14]
23. من ميراث النبوَّة: دراسة في البلاغة النبوية.
24. نسق بناء القصيدة في عيار الشعر لابن طَباطَبا: دراسة نقدية.
25. قضايا نقدية في طبقات فحول الشعراء لابن سَلَّام الجُمَحِي.[15]
26. تقريب رسالة القواعد لأبي العباس أحمد بن إدريس الحسني: دراسة تحليلية لقواعد السلوك إلى الله في ضوء الكتاب والسنَّة.

### بحوثه
1. فقه التعبير القرآني في ضوء مقامات القُرب، مجلة كلية اللغة العربية في جامعة الأزهر فرع المنوفية، العدد 4، عام 1984.
2. الفقه البياني والتشريعي لأحاديث العَزْل، مجلة البحوث الفقهية المعاصرة، مج 2، العدد 5، عام 1990.
3. موقف أبي فهر محمود شاكر من قضية عمر الشعر الجاهلي، مجلة الأدب الإسلامي، رابطة الأدب الإسلامي العالمية، مج 4، العدد 16، عام 1997.
4. نقد مذهب التقي السُّبكي في دلالة التقديم على الحَصْر: دراسة بلاغية، مجلة العلوم العربية، جامعة الإمام محمد بن سعود الإسلامية، العدد 16، عام 2010.
5. مِنهاج الدعوة الى الله سبحانه وتعالى في ضوء البناء التركيبي لصورة المعنى القرآني: سورة النحل نموذجًا، السجل العلمي لندوة الدراسات البلاغية الواقع والمأمول، جامعة الإمام محمد بن سعود الإسلامية، كلية اللغة العربية، مج 1، عام 2011.[10]
6. مستويات بناء صورة المعنى في العقل البلاغي: مراجعات منهجية، مجلة جذور، النادي الأدبي الثقافي بجُدَّة، ج 32، عام 2012.
7. مراجعات ناقدة في موقف البلاغيين من عَلاقات المعاني فصلًا ووصلًا، مجلة جذور، النادي الأدبي الثقافي بجُدَّة، ج 40، عام 2015.
8. خصائص البيان القرآني في سورة المَسَد: مراجعات في المنهج والبيان، مجلة معهد الإمام الشاطبي للدراسات القرآنية، مج 11، العدد 21، عام 2016.
9. أصول البحث في بلاغة التناسب القرآني، مؤتمر الدراسات البلاغية في القرآن، جامعة الإمام محمد بن سعود بالرياض، 2016.
10. الدراسات البلاغية العليا في جامعة الأزهر: الداء والدواء، مؤتمر النهوض بالبحث البلاغي والنقدي، جامعة الأزهر، كلية البنات الإسلامية بالقاهرة، 2016.[15]
11. نقد العقل البلاغي، مؤتمر العقل وعلوم العربية، جامعة الأزهر فرع شبين الكوم، 2017.
12. القول البلاغي في بديع القرآن: مراجعات منهجية، نُشر في مركز تفسير للدراسات القرآنية، عام 2018.[4]
13. اتساع الرؤية القلبية للمعنى القرآني: العوامل والعوائق، المجلة العلمية لكلية القرآن الكريم للقراءات وعلومها بطنطا، العدد 4، عام 2018.
14. فقه منزل طلب العلم عند الإمام الشافعي: قراءة في أنساب المعاني، المجلة العلمية لكلية القرآن الكريم للقراءات وعلومها بطنطا، العدد 6، عام 2020.
15. تأصيل الموقف من استرفاد العقل الآخر في الدراسات الإنسانية، بحوث المؤتمر العلمي الدَّولي الخامس لكلية اللغة العربية بأسيوط، مجلة جامعة الأزهر، كلية اللغة العربية، مج 1، عام 2021.[16]
16. الاستفهام القرآني دقائق علمية ورقائق إيمانية، مجلة كلية اللغة العربية في جامعة الأزهر فرع المنوفية.
17. التفكير البلاغي في بيان الوحي، بحوث المؤتمر العلمي بجامعة أم القرى بمكة المكرمة.
18. نظرية النَّظْم الجُرْجانية وقراءة الشعر، مجلة كلية اللغة العربية، جامعة الأزهر فرع شبين الكوم.[15]

## أقواله ومواقفه

#### من أقواله
- اللغة العربية لغةٌ لا تَضِيقُ على مراد متكلِّم بها عن أن تكونَ عونَه على إفهام ما يعتلِجُ في فؤاده إفهامًا صادقًا أمينًا، ما كان عليمًا بها. فلن يُؤتى مِن قِبَلها قطُّ متكلِّم مهما بلغت به عبقريته تفكيرًا وتخييلًا، فهي لسانُ العلم ولسان الفنِّ معًا. كن كما شئتَ عالمًا، وكن كما شئتَ فنانًا مبدعًا، ولن تخذُلَك العربية البتَّة. إن لك منها ما يحمل ما في فؤادك من دقيق علمِك وفريده، ومن بديع فنِّك ومجيده، حملًا صادقًا أمينًا، فما عليك إلا أن تكون بها عليمًا.[17]
- عروبة العلم هي عروبةُ النفس والعقل والقلب والروح واللسان، وهذه العروبةُ هي المبدأ المَكينُ الذي يعصِمُ المرءَ من أن تتلوَّث نفسُه وعقله وقلبه وروحه ولسانه بعُجْمة، فتكون حِجازًا عن فهم كتاب الله سبحانه وبحمده، وسنَّة رسوله ﷺ، فإن الله تعالى جَدُّه إنما خاطبَ الناسَ على معهود العرب في الإفهام والفهم، فمَن سلك غير هذا سبيلًا إلى فهم بيان الوحي قرآنًا وسنَّة فقد ضلَّ السبيل.[18]
- إن الله أودعَ وجود الإنسان في هذه الحياة، مستخلفًا إيَّاه فيها لإيصال رسالة للعالمين، وهذه الرسالةُ مضمونها من شِقَّين؛ الأول إعمار الحياة بالحقِّ المُبين، والشِّق الثاني هو إخراج الناس من الظُّلمات "كل الظلمات" إلى النور، وهذا الأمر هو وجهٌ من وجوه المعاني في قول الله تعالى: {وما خلَقتُ الجِنَّ والإنسَ إلا ليَعْبُدُون}.[19]
- (لا تكونوا حربًا على شيوخكم بتقبيل أيديهم) بِرُّكَ بشيخك ليس بتقبيل يده أو رأسه، أو أن تحملَ حقيبته أو حذاءه! فهذا لا قيمةَ له، وقد لا تؤجَر عليه، بل ربما تُحاسَب عليه، لأنك إن فعلتَ ذلك فقد تفسد عليه نفسَه. ولكنَّ برَّك بشيخك أن تُحسنَ التلقِّيَ عنه، وأن تستثمر ما تلقَّيت، وأن تنشرَه في الناس، وأن تدعوَ له بحُسن الخاتمة.[20]
- كل من اقترب من القرآن مع الأهلية فلا بدَّ أن يترك القرآنُ فيه خصوصية. الأزهر منهجُ تفكير، وليس أشعريًّا ولا صوفيًّا، وليس ملكًا لأحد. البلاغة علمٌ نِيْءٌ لم ينضَج. لبعض طلاب العلم داءان: الحقدُ إن أحسنَ أخوه، والعُجْب إن أحسنَ هو.[21]

#### من مواقفه
ردُّه على وزير الأوقاف المصري الدكتور أسامة الأزهري، بسبب تهجُّمه على الشيخ ابن عثيمين، وممَّا قاله: تداولت مواقعُ ما يسمَّى بالتواصل أو التفاصل الاجتماعي، مقطعَين مصوَّرين لمسؤول وِزاري ذي اختصاص علمي في الحديث وعلوم السنَّة، كان في كلٍّ مناقشًا لرسالة علمية في جامعة الأزهر، فُسطاط الخير، على مَسمَع ومَرأى من أهل العلم وطلبته.
في المقطع الأول فرض الشيخُ وصايته على الأزهر والأزهريين أقرانه وأشياخه، وأقام نفسَه مقامًا يقضي فيه بمن يكون أزهريًّا، ومن لا يكون أزهريًّا، قضاء مبرمًا بكل جَراءة متحصِّنة بالمنصب، فصَكَّ قانونًا: "من ليس مذهبيًّا أشعريًّا صوفيًّا ليس بأزهري"! هكذا، وهذا لم أسمعه من شيخنا وإمامنا الأكبر الأطهر لسانًا وخُلقًا، فضيلة الأستاذ الدكتور أحمد محمد الطيب نسبًا وحسبًا، ولا أزكِّيه على الله تعالى.. أيها الوزير، ما قلتَه إنما هو افتِئات على الأزهر، تقول العرب: افتأتَ فلانٌ علينا يفتئت، إذا استبدَّ علينا برأيه. وهذا أيها الوزير أيضًا إقامةٌ لنفسك مقامًا لا تَسْطِيع أن تقومَه، وإن كنت يومًا رئيسًا للدولة! إني أقولها لك، ولكل من صفَّق لمقالتك أو سكت عليها، ولم يردَّها عليك: أنا بحمد الله تعالى مسلم أزهري صعيدي. أنا مسلم عقيدةً وعبادة وخُلقًا، والحمد لله ربِّ العالمين. وأنا أزهري حنفي المذهب الفقهي، مِنهاجَ تعلُّم وتعليم وتفكير وتعبير، ولا أتعصَّب له. وأنا صعيدي أنصر الحقَّ بالحقِّ احتسابًا، وأرفض الضَّيْم والنقيصة والمعَرَّة، وأنت كذلك صعيدي. تلك مقوِّمات وجودي في هذه الحياة. لستُ أشعريًّا ولا سلفيًّا ولا معتزليًّا، ولا أتخذ أيَّ مذهب عقيدي نشأ بمدرسة علم الكلام. إنما أنا في معتقدي، آخذُ بما كان عليه أصحابُ سيدنا رسول الله ﷺ، وهو قائم في أسفار أهل العلم، وأنا لا أقول بتأويل صفات الله وأفعاله، ولا أجسِّم ولا أشبِّه، ولا أنفي ما أثبتَه الله تعالى ورسوله ﷺ لنفسه، سبحانه وتعالى. أنا منزِّه لله تعالى من كل نقص، وشعاري: {ليس كمِثْله شيءٌ وهو السَّميعُ البَصِير}.. وأنا أيها الوزيرُ لست صوفيًّا من صوفية الطرق والعهود والخِرَق الملوَّنة، والعصا السحرية المباركة، التي يتبرَّك بلمسها المريدون، ولا من الصوفية الذين اتخذوا الرؤى والمجرَّبات والإلهامات مصدرًا لمقالاتهم، ولن أكون إن شاء الله تعالى.. فهل تملك أن تجرِّدَني من أزهريتي؟!
وفي المقطع الآخَر قال قولة لا يقولها نصيف. قال: إن الشيخ ابن عثيمين، رضي الله عنه وعن تلاميذه وعمَّن أحبَّه في الله تعالى؛ لا يصلح أن يكون قولُه مصدرًا أو مرجعًا في البحث العلمي، وأن الأزاهرة لا يرجعون إلى قوله، وأن الشيخ ابن عثيمين يكفِّر الأزاهرة. كلمات ستقف بين يدَي الله تعالى يوم القيامة، ويقتصُّ منك الشيخُ الجليل في اتهامك له بأنه يكفِّر الأزاهرة، هكذا على الإطلاق، ولن تسطيعَ أن تثبت هذا الاتهام. نعم، قد يكون مفسِّقًا أو مكفِّرًا من يقول: الربُّ عبد والعبد ربٌّ، ومن يقول: إن الله عبدُ نفسه، ومن يقول: إن فرعون الذي أغرقه الله تعالى مات مؤمنًا موحِّدًا، وأن الكفَّار في جهنَّم يوم القيامة يستعذبون النار ولا يتألمون؛ لأن العذاب من العذوبة.. فانظر أيها الوزير كيف تكون المَنجاةُ ممَّا رميتَ به الشيخ. الرجل ذهب إلى ربِّه سبحانه وتعالى، فأنَّى لك أن تتحلَّل منه جَريرةً وضعتَها في عُنقك، وما كان لك أن تفعل!
أيها الوزير، أنا أقرأ لكل عالم مسلم قدرَ ما يُعينني الله تعالى عليه، فما أيقنت أنه الحق، أخذته ودعوت لصاحبه أيًّا كان، وما أيقنت أنه ليس بحق أو فيه شُبهة، تركته أيًّا كان صاحبه، ولو كان أبي رحمه الله تعالى. وأعتقد أن هذا هو مِنهاجُ كل طالب علم بكتاب الله، وسنَّة رسوله ﷺ احتسابًا. يقول الله تعالى: {ولا تَقْفُ ما ليسَ لكَ بهِ علمٌ، إنَّ السَّمعَ والبصرَ والفؤادَ كلُّ أولئِكَ كان عنه مسؤولًا}. اللهم إني أبرأ إليك من كل ما لا يرضيك.

## صفاته وشمائله
- وصفه شيخُ الأزهر الدكتور أحمد الطيِّب قائلًا: «إن العلَّامة محمود توفيق سعد كان بحرًا من بحور اللغة، أفاء المولى عليه بالعلم فأفاض به على طلَّابه، ولم يدَّخر جهدًا في خدمتهم وتعليمهم، فانتشروا في بِقاع الدنيا ينشرون العلم، فكان نِعمَ العالمُ والأستاذ، وقد أثرى المكتبة الأزهرية والإسلامية والعربية بمؤلفاته ومشروعاته العلمية التي أسهمَت في صناعة العلماء وطلَّاب العلم. كان نقيَّ الضمير، عفَّ اللسان، لا يقول إلا خيرًا، وقد تميَّز بهمَّة الشباب وحكمة الشيوخ، ولم يطلب أمرًا من أمور الدنيا، فقد عاش منكبًّا على طلب العلم ونشره».[23][24]
- أثنى عليه مفتي الجمهورية المصرية الدكتور نظير عيَّاد، قال: «الدكتور محمود توفيق سعد عالم جليل، مشهود له بالفضل في خدمة العلم والدعوة، ومثَّل نموذجًا للوسطية والاعتدال، وساهم بعلمه وفكره في نشر تعاليم الإسلام الصحيحة، وعاش حياته مخلصًا لدينه، ناذرًا جهده في خدمة المعرفة الشرعية، ومؤدِّيًا دوره في توجيه الأجيال نحو الفهم المستنير للدين الحَنيف».[25]
- بيَّن وزير الأوقاف المصري الدكتور أسامة الأزهري فضله بقوله: «كان الدكتور محمود توفيق سعد قامةً علمية سامقة، جمع بين دقة العلم ورحابة الفهم، ورسوخ القدم في فنون البلاغة والنقد. فكان منارةً تضيء لطالبي العلم، ومرجعًا ينهل منه الدارسون والباحثون. وترك تراثًا علميًّا زاخرًا يظلُّ نِبراسًا للأزهر الشريف وللأمَّة كلها. كما كان أحدَ أركان الدراسات البلاغية والنقدية في الأزهر الشريف، أسهم بجُهوده في تطوير مناهجها، وأشرف على أجيال من الباحثين الذين صاروا اليوم حملةً للواء العلم والفكر. لقد كان نموذجًا للعالم الأزهري الأصيل، المتجرِّد للعلم، المنصرف إلى البحث والتدقيق، المتفاني في نشر المعرفة وتربية الأجيال، عفيفَ النفس، زاهدًا في الدنيا، لا يطلب إلا وجهَ الله، ولا ينشغل إلا بما ينفعُ الناس ويمكث في الأرض».[26]

## وفاته ونعيه
توفي محمود توفيق سعد يوم الخميس 28 شعبان 1446هـ الموافق 27 فبراير (شُباط) 2025م، عن عمر ناهز خمسة وسبعين عامًا.
نعاه الدكتور أحمد الطيِّب شيخُ الأزهر الشريف، إلى الأمَّتَين العربية والإسلامية، بعد حياة حافلة في دنيا العلم، أوقفها على خدمة كتاب الله، ونشر العلم والدين، وتربية الأجيال، والعمل الدؤوب في الدعوة إلى الله جلَّ وعلا. وتقدَّم شيخ الأزهر بخالص العزاء وصادق المواساة إلى أسرة العالم الراحل، وإلى العلماء وطلَّاب العلم في هذا المُصاب الجَلَل. ونعَتْه الأمانة العامَّة لهيئة كبار العلماء في الأزهر في بيان لها، قالت فيه: "ببالغ الأسى ومزيد من الحزن، وبقلوب مؤمنه بقضاء الله وقدره، تَنْعَى الأمانة العامَّة لهيئة كبار العلماء وفاة العالم الجليل محمود توفيق سعد، حيث انطفأ اليوم مصباح من مصابيح العلم بوفاة الفقيد".
ونعاه مفتي الجمهورية المصرية الدكتور نظير محمد عيَّاد بقوله: ببالغ الحزن والأسى، أنعَى، وجميعُ منسوبي دار الإفتاء المصرية، أحدَ أعلام العلم والفكر، فضيلة الأستاذ الدكتور محمود توفيق سعد، عضو هيئة كبار العلماء بالأزهر الشريف، الذي وافته المنية اليوم، تاركًا وراءه إرثًا علميًّا نافعًا وسيرةً زاخرةً بالعطاء. ووجَّه تعزية إلى أسرته الكريمة وتلاميذه ومحبِّيه. ونعاه وزير الأوقاف المصري الدكتور أسامة الأزهري، قال: ننعى إلى الأمَّة الإسلامية والعربية، رحيلَ العالم الجليل الكبير، الدكتور محمود توفيق سعد، عضو هيئة كبار العلماء، وأستاذ البلاغة والنقد بجامعة الأزهر، الذي وافته المنية اليوم، بعد عمر حافل بالعلم والعطاء، أفناه في خدمة كتاب الله وسنَّة نبيه ﷺ، وتعليم الأجيال، وتكوين العلماء، ونشر الفكر المستنير.

## وصلات خارجية
- التدبُّر البلاغي للقرآن الكريم {أسرار سورة الكهف} لفضيلة أ.د. محمود توفيق سعد.
- رحيل العلامة الدكتور محمود توفيق سعد الأصولي اللغوي الكبير، وعضو هيئة كبار العلماء بالأزهر الشريف، الشيخ عصام تليمة.
- رد فضيلة أ.د. محمود توفيق سعد على أ.د. أسامة الأزهري في منعه الرجوع إلى الشيخ ابن عثيمين رحمه الله! الدكتور عبد الحميد هنداوي.
- كلمة فضيلة الأستاذ الدكتور محمود توفيق.
- كلمة أ.د. محمود توفيق سعد... عضو هيئة كبار العلماء بالأزهر الشريف في احتفالية الكلية بعيدها الذهبي.
- شرح كتاب الهجرة في طلب العلم لفضيلة أ.د. محمود توفيق سعد.